# 十二月廿四
腊月廿四，农历腊月第二十四天。

## 节假日和习俗
祭灶節：祭灶後送神，是灶神和家裡和廟裡的神明返回天庭團聚，灶神會返回天庭稟告玉皇大帝人間的一切善惡事物。

## 其他内容
- 十斋日

## 参看
- 日历
- 腊月廿二 - 腊月廿三 - 腊月廿四 - 腊月廿五 - 腊月廿六
- 十一月廿四 - 腊月廿四 - 正月廿四
- 正月 - 二月 - 三月 - 四月 - 五月 - 六月 - 七月 - 八月 - 九月 - 十月 - 十一月 - 腊月
- 公历12月24日